# Bem (Star Trek)
"Bem" és el segon episodi de la segona temporada de la sèrie de televisió animada de ciència-ficció estatunidenca Star Trek, el 18è episodi en total. Es va emetre per primera vegada a la programació de l'NBC dissabte al matí el 14 de setembre de 1974, i va ser escrit per David Gerrold, que va escriure l'episodi anterior "More Tribbles, More Troubles" i va treballar en diversos episodis de La sèrie original.
En aquest episodi, la tripulació de l' Enterprise ha de fer front a un problema diplomàticament sensible que implica un oficial convidat que s'interposa en una missió crucial.
Aquesta és la primera vegada que es dóna el nom complet del capità James T. Kirk, revelant que la inicial del mig significava Tiberi, després de l'emperador romà.

## Argument
En data estel·lar 7403.6, la tripulació de la nau estel·lar de la Federació Enterprise està duent a terme una sèrie de missions exploratòries amb el comandant honorari Ari bn Bem, un representant del planeta Pandro, recentment contactat, que treballa per al seu govern com a observador independent de la Federació.
Bem acompanya un grup d'aterratge en una missió a un planeta recentment descobert. En lloc d'observar, però, comença a interferir en la missió.
En poc temps, el capità Kirk i la seva gent són capturats per nadius primitius. Aviat s'assabenten que aquests primitius estan sota la tutela d'una poderosa entitat no corporal que està molesta perquè la tripulació de l' Enterprise ha vingut al seu planeta i ha interferit amb els seus "fills".

## Producció
L'escriptor de l'episodi, David Gerrold, va guanyar els premis Hugo i Nebula de ciència-ficció, i també va escriure l'episodi "More Tribbles, More Troubles" per aquesta sèrie.
"Bem" va començar com un guió per la tercera temporada de Star Trek (sèrie original), es va condensar per la primera temporada de La sèrie animada i finalment es va produir durant la segona temporada de la sèrie.

## Recepció
Michelle Erica Green, a la seva Retro Review de 2011 a TrekToday, va dir: "Conceptualment" va ser "un episodi molt interessant amb moltes coses", com la criatura de la colònia "malvada", els "aborígens" dels dinosaures intel·ligents però primitius. "que construeixen presons però el llenguatge "és massa inusual per al Traductor Universal", un "alienígena diví" i altres "situacions volàtils" com "un primer contacte accidental". Green va considerar que "res d'això se sent reciclat", sinó que "la situació" resulta "totalment diferent del que es podria esperar dels episodis anteriors". Tot i així, va dir: "No m'encanta aquest episodi... malgrat el ritme agradable i uns diàlegs ràpids", va citar massa tecnoxerrameca, i que "gran part del repartiment habitual apareix poc: McCoy i Chapel. estan absents, Scotty i Sulu serveixen com a dispositius argumentals, Uhura té poc a aportar", i que Kirk va permetre a Bem "enviar-se a un planeta amb una cultura pre-curvatura de força i intel·ligència desconegudes", cosa que era clarament una violació de la Primera Directiva. Tanmateix, Green va apreciar "molts moments divertits" i "la primera pronunciació del nom complet de James Tiberius Kirk", que "no es va convertir en cànon fins a les pel·lícules de la sèrie original".
El 2017, Tor.com va puntuar aquest episodi 8 sobre 10, assenyalant que l' Enterprise s'enfronta al passatger Bem i va al planeta Delta Theta III.